# Паронимы
Паро́нимы (от др.-греч. παρα — около; рядом + ὄνυμα — «имя») — это слова, сходные по звучанию и морфемному составу, но различающиеся лексическим значением. Также возможно ошибочное употребление одного из них вместо другого. Например, адресат — адресант. По аналогии с ложными друзьями переводчика паронимы иногда называются ложными братьями.
Паронимия объясняется нетвёрдым знанием значения одного из слов или даже обоих, некомпетентностью говорящего (пишущего) в той сфере деятельности, откуда взято слово, а также парапраксисом (напр., оговорки). Особенно важно обращать внимание на паронимы при изучении иностранных языков, так как многие паронимы могут не различаться изучающими иностранный язык вследствие расхождений в артикуляционной базе: англ. live и leave. Иногда одному многозначному слову либо нескольким омонимам в одном языке соответствуют несколько разных паронимов в другом: рус. концерт (и мероприятие, и произведение) — англ. concert (только мероприятие), concerto (только произведение); рус. фокус (и точка схождения световых лучей, и трюк) — нем. Fokus (только точка схождения световых лучей), Hokuspokus (только трюк).
Некоторые паронимы широко распространяются в языке и находят отражение в словарях. Например, глагол «будировать» (от фр. bouder), означающий «дуться», «сердиться», «быть настроенным против чего-либо», очень часто употребляется вместо сходного глагола «будоражить», и это значение занесено в словари.[какие?] Прилагательное «эфемерный» (от греч. ἐφήμερος — однодневный), означающее «недолговечный», нередко употребляется вместо слова «эфирный» в смысле «бесплотный, мнимый, невесомый», и это значение также занесено в словари.[какие?]

## Классификация паронимов
Паронимы подразделяются на корневые, аффиксальные и этимологические.

### Корневые паронимы
Корневые паронимы имеют разные корни, внешнее сходство которых является чисто случайным: рус. экскаватор — эскалатор; англ. live — leave; нем. fordern — fördern; порт. cínico — sínico; comprimento — cumprimento; concerto — conserto. Общей мотивацией и общей семантической связью такие паронимы не объединены.

### Аффиксальные паронимы
Аффиксальные паронимы объединены общей мотивацией и общей семантической связью. Они имеют общий корень, но разные, хотя и сходные деривационные аффиксы: рус. абонемент — абонент, экономический — экономичный — экономный; кровавый — кровный — кровяной; ледяной — ледовый — льдистый — ледовитый; англ. historic — historical; нем. original — originell; порт. descriminar — discriminar; порт. deferir — diferir; порт. eminente — iminente. Суффиксальная паронимия широко распространена в медицинской и химической терминологии, где не только корни, но и суффиксы имеют терминологическое значение. Так, например, суффикс -ид в химической терминологии обозначает бинарные соединения (хлорид, сульфид, карбид, нитрид и так далее), а -ит (наряду с -ат) — соли, содержащие атомы кислорода (сульфит, хлорат, карбонат, нитрат и так далее).

### Этимологические паронимы
Этимологические паронимы — это одно и то же слово, заимствованное языком разными путями несколько раз (через посредничество разных языков) и в разных значениях: рус. проект (усвоено непосредственно из латинского) — прожект (усвоено через посредничество французского языка); англ. concert (из французского) — concerto (из итальянского). Заимствования из близкородственных языков (русский — польский — церковнославянский) либо из языков-предков (французский — латинский, хинди — санскрит) могут вызвать этимологическую паронимию, если заимствованное слово похоже на уже имеющееся исконное слово в данном языке: рус. порох ( русское слово с восточнославянским полногласием) — прах (церковнославянское слово, южнославянское по происхождению); исп. plano — llano; порт. tráfego — tráfico; порт. feitiço (исконно португальское слово) — fetiche (галлицизм, ведущий происхождение от feitiço) . Иногда параллельно могут употребляться оригинальное заимствование и заимствование, подвергшееся контаминации под влиянием народной этимологии: рус. ординарный — одинарный; порт. inoportuno — importuno.
В английском языке из-за особой истории (римское завоевание, англосаксонское заселение, франко-норманнское завоевание) существуют не только пары, но даже тройки и четвёрки этимологических паронимов. Примерами являются regal — real — royal, legal — leal — loyal, place — plateau — plaza — piazza, captain — capo — chief — chef, hostel — hostal — hospital — hotel, fidelity — faithfulness — fealty, chariot — cart — carriage — car.

## Парономазия — преднамеренное употребление паронимов
Если смешение паронимов — грубая лексическая ошибка, то преднамеренное употребление двух слов-паронимов в одном предложении представляет собой стилистическую фигуру, называемую «парономазия» (от греч. возле, около + называю).
Парономазию называют бинарной фигурой стилистики, поскольку в ней принимают участие оба паронима. Эта фигура распространена широко, а сокращённо её можно назвать бинарной.